# Robert de Troyes
|  | Aquest article tracta sobre el comte de Troyes del segle IX. Si cerqueu el comte consort del segle X, vegeu «Robert de Vermandois». |

Robert I de Troyes dit Porte-carquois (? - octubre de 886) fou el Comte de Troyes. Era fill d'Eudes I, comte de Troyes, i Wandilmodis. Abat de Saint Loup de Troyes, és esmentat per primera vegada el 25 d'octubre 876, quan Carles el Calb va signar una carta de cessió del domini de Chaource. Va succeir al seu germà de Eudes II, comte de Troyes entre 876 i 880. Va ser assassinat en un enfrontament contra els vikings a l'est de París i el seu nebot Adalelme el succeí. Es va casar amb Gisela, filla de Lluís el Tartamut, rei de França, i Ansgarda, que van morir entre 879 i 884, sembla que sense tenir fills.